# 海天級防護巡洋艦
海天級防護巡洋艦，是清朝在经过甲午战争惨败、北洋水師主力舰艇损失殆尽的情况下，为了重建海軍而购买的一型防护巡洋舰，是清朝在海军重建时期吨位最大、也是有清一朝吨位仅次于定远级铁甲舰的大型作战军舰。
本级两舰中，海天号仅服役数年即因事故早早损失。海圻號则渡过了漫长的服役生涯，见证了日俄战争和第一次世界大战，在辛亥革命爆发时投向新生的中华民国。民国初年的军阀混战之时，海圻号作为当时中国吨位最大的军舰在各派势力之间辗转颠沛流离，先后参加護法艦隊、北京政府中央海军、东北海防舰队（东北海军）、粤海舰队、南京政府第三舰队等。抗日战争爆发初期，已经老旧不堪的海圻号自沉于长江，成为了江阴封锁线的一部分。

## 背景
1894-1895年的甲午战争中，北洋水师几乎灰飞烟灭。战争刚结束，清政府立即开始了重建海军的计划。1895年8月20日，总理衙门向驻德公使许景澄发电，要求搜集德国的外贸铁甲舰的情报。同年11月10日，许景澄回覆，表示德方提供了两种方案，一是一万多吨、装甲10英寸（254）的前无畏舰，报价62万0500英镑；二是小一些的7050吨级战舰，报价45万6500英镑。同一时间，也有一家美国船厂主动联系清政府并提交了设计图纸，但此前美方并未有丰富的铁甲舰建造经验，中方对此顾虑颇大，很早就否决了美国方案。考虑到中国战后的经济实力和港口情况，清政府选择了小一些的方案，并开始就具体设计事宜与德方进行联系。
然而英国阿姆斯特朗公司得知了清朝的购舰计划后，也通过自己的在华渠道私底下展开了运作，最终成功说服清政府高级官员放弃购买铁甲舰，而是改为购买价格低廉、速度更快的巡洋舰。由于双方的谈判内容保密，几乎无从得知合同的具体细节，只知道不迟于1896年10月中旬，双方就签订了购买两艘巡洋舰的合同，总价60多万英镑。
战后的清政府此时并没有手中多少余钱，购舰费用实际上挪用自中国向英国银行借得、准备用以偿还《马关条约》赔款的款项。1899年，海天号、海圻号陆续进行海试，但此时因为赔款已经偿付结束，合同尾款问题开始凸显出来。恰逢意大利试图租借浙江三门湾地区遭拒绝，于是出动装甲巡洋舰马可·波罗号、防护巡洋舰厄尔巴号等军舰试图对清政府施压，并扬言要强行购入海圻号，企图打消清政府凭借新式军舰抗拒意大利要求的想法。清政府受此刺激，加快了筹款速度，同时出售英国政府公债来补足尾款，使两舰得以顺利交付。

## 设计与概述

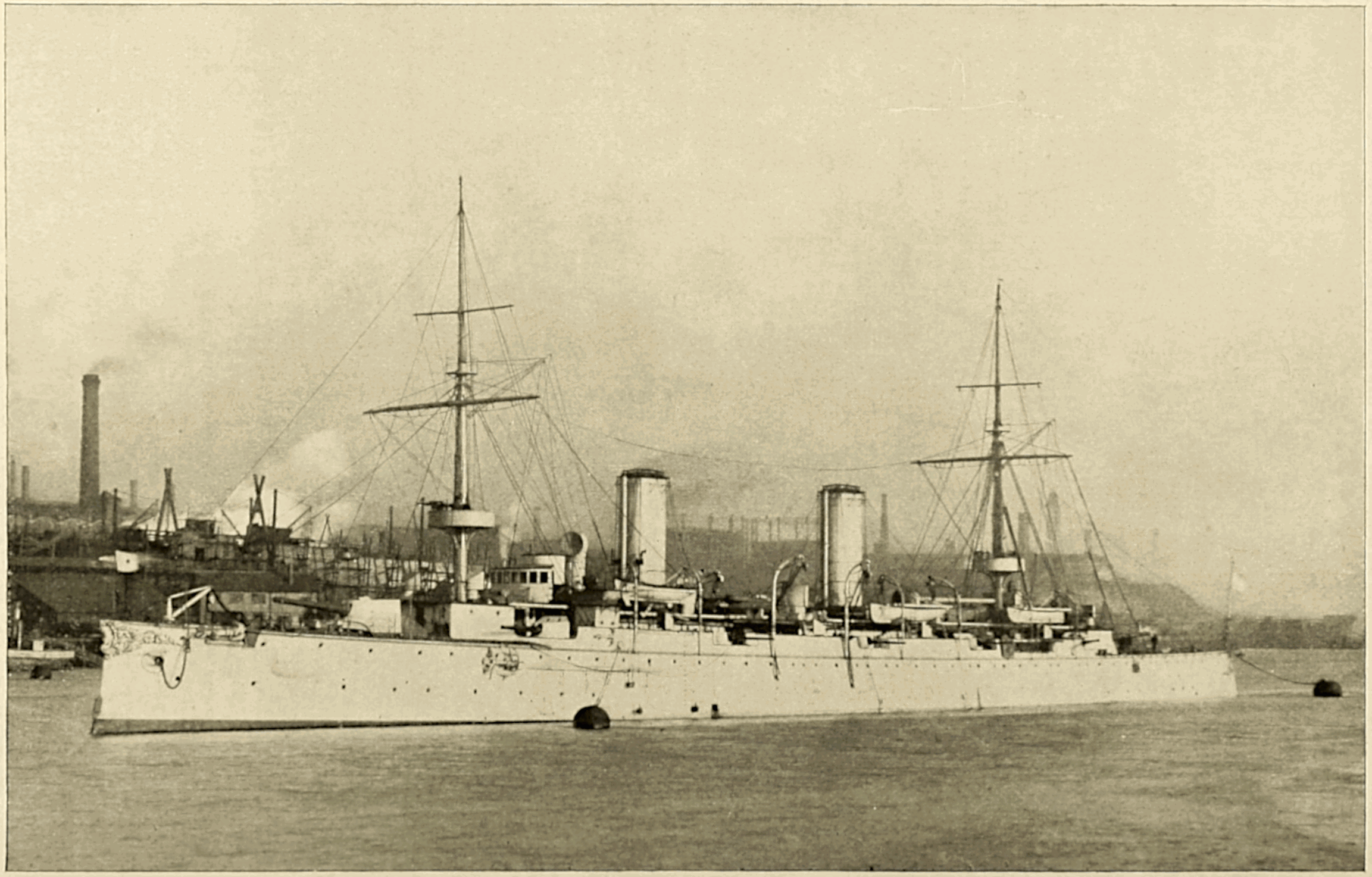
本级母型，阿根廷海军布宜诺斯艾利斯号防护巡洋舰，艦體除细节外大体相同。

本级由英国设计师菲利浦·瓦茨主持设计，其艦體与母型 —— 阿根廷防護巡洋舰布宜诺斯艾利斯号防护巡洋舰 —— 幾乎相同，只是在细节上有根据中方要求进行了些微修改。本级全长129.2米、宽14.26米，最大吃水5.91米。舰上安装4座圆形锅炉，为4台霍索恩-莱斯利复合蒸汽机提供动力，总出力达17,000匹馬力（13,000千瓦特）。出廠試航時，海天號航速達22.64節，在機械通風情況下航速增至24.1節。

### 武裝與護甲

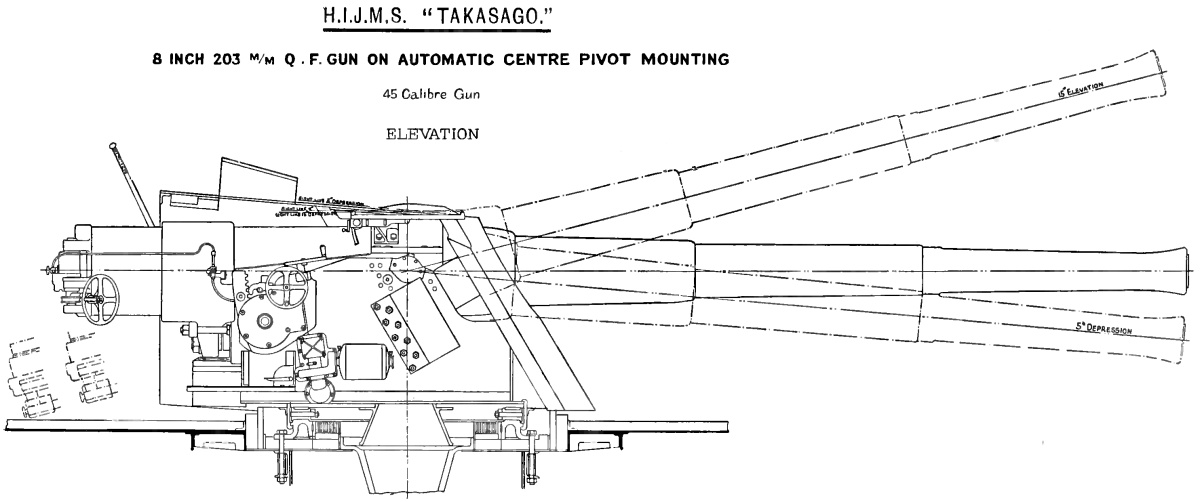
阿姆斯特朗45倍徑203毫米炮（與海天級同型）

武器方面，本级拥有着晚清海军首屈一指的火力。主炮与母型布宜诺斯艾利斯号相同，为两门阿姆斯特朗45倍径203毫米单装速射炮，分别布置在舰体前后中轴线上。
副炮有可能是受到清政府财政原因，弱于布宜诺斯艾利斯号，统一采用阿姆斯特朗45倍径4.7英寸（120）单装速射炮，弱于布宜诺斯艾利斯号的6英寸（150）和4.7英寸火炮混搭的配置。副炮的安装位置为两舷每侧各3门、上层建筑前后两端角落各一门。轻型火力则包括哈乞开斯炮47毫米速射炮12门，马克沁1磅炮4门，8毫米马克沁机枪6挺。另有18英寸（457）鱼雷发射管5具。
防护方面，装甲甲板倾斜部分为3—5英寸（76.2—127.0），水平部分1.5英寸（38）。炮座为4.5英寸（114.3），弹药输送管道4英寸（101.6），司令塔则为6英寸（152.4）。

## 同级舰
| 舰名          | 建造厂家                         | 起工           | 下水           | 服役          | 结局                                |
| ------------- | -------------------------------- | -------------- | -------------- | ------------- | ----------------------------------- |
| 海天 Hai Tien | 泰恩河畔纽卡斯尔埃尔斯维克造船厂 | 1897年2月16日  | 1897年11月25日 | 1899年3月28日 | 1904年4月25日触礁沉没               |
| 海圻 Hai Chi  | 泰恩河畔纽卡斯尔劳·沃克造船厂    | 1896年11月11日 | 1898年1月24日  | 1899年5月10日 | 1937年9月25日淞沪会战期間自沉於江陰 |

## 简介
本级舰共建造两艘，两舰均在1899年建成回国，编入重新组建的北洋水師内。1900年庚子事变爆发，时新任山东巡抚袁世凯为保存海军实力起见，擅自命令北洋舰队南下，海天号遂率领北洋舰队大部分舰只至江阴要塞暂避。海圻号则以未收到政府正式命令为理由，一度单独留在山东一带，但也未直接与外国干涉舰队发生冲突，并且还参与了对干涉舰之一、美国战列舰俄勒岡號的事故救援。后因风闻俄国试图夺取海圻号，海圻号在美方的劝说下亦独自退往长江。
1904年日俄战争爆发，清政府在宣布中立的同时，也向东北运兵以防两国越过清政府划定的“交战区”。但在运输行动中海天号不慎触礁，中方一年内多次尝试抢救无果，只能放弃。
1911年海圻号出访英美，在途中辛亥革命爆发，海圻号选择倒向民国。1917年護法戰争爆发，海圻号参加了護法艦隊。1923年海圻号北上回归中央海军。1924年第二次直奉战争期间，直系控制的中央海军派遣海圻号等对奉系目标进行炮击。1926年时任海军总司令楊樹莊通电支持國民革命軍，依附直系的渤海舰队的海圻号等舰与北伐军的长江舰队交战。1927年，处境艰难的渤海舰队同意了奉系的条件，海圻号成为了东北海军的主力舰只。1928年12月29日东北易帜，海圻号等随之名义上加入民国第三舰队。1933年发生薛家岛事件，海圻號、海琛號、肇和號等三舰官兵因不满沈鸿烈的政策，脱离东北海军南下，投奔粤系陈济棠，加入粤海舰队。1935年海圻号、海琛号官兵与粤系矛盾激化，两舰再次出走，重返中央海军。1937年淞沪会战爆发，海军选择将已经老旧的海圻号自沉于江阴阻塞线。